# Pitolisant
Le pitolisant (nom de marque Wakix) est un médicament éveillant utilisé dans la prise en charge médicamenteuse de la narcolepsie et de l'hypersomnie idiopathique. Il possède un mode d'action spécial : contrairement à la plupart des stimulants et eugéroïques, le pitolisant agit en bloquant le récepteur H3 pour inhiber la recapture de l'histamine (neurotransmetteur éveillant dans le cerveau) et provoque la libération d'histamine, et, indirectement, d'acétylcholine, de dopamine (sauf dans le circuit de la récompense) et de noradrénaline. (La plupart des stimulants agissent soit en inhibant la recapture de la dopamine et de la noradrénaline et/ou en en provoquant la libération, soit en bloquant le récepteur à l'adénosine.)

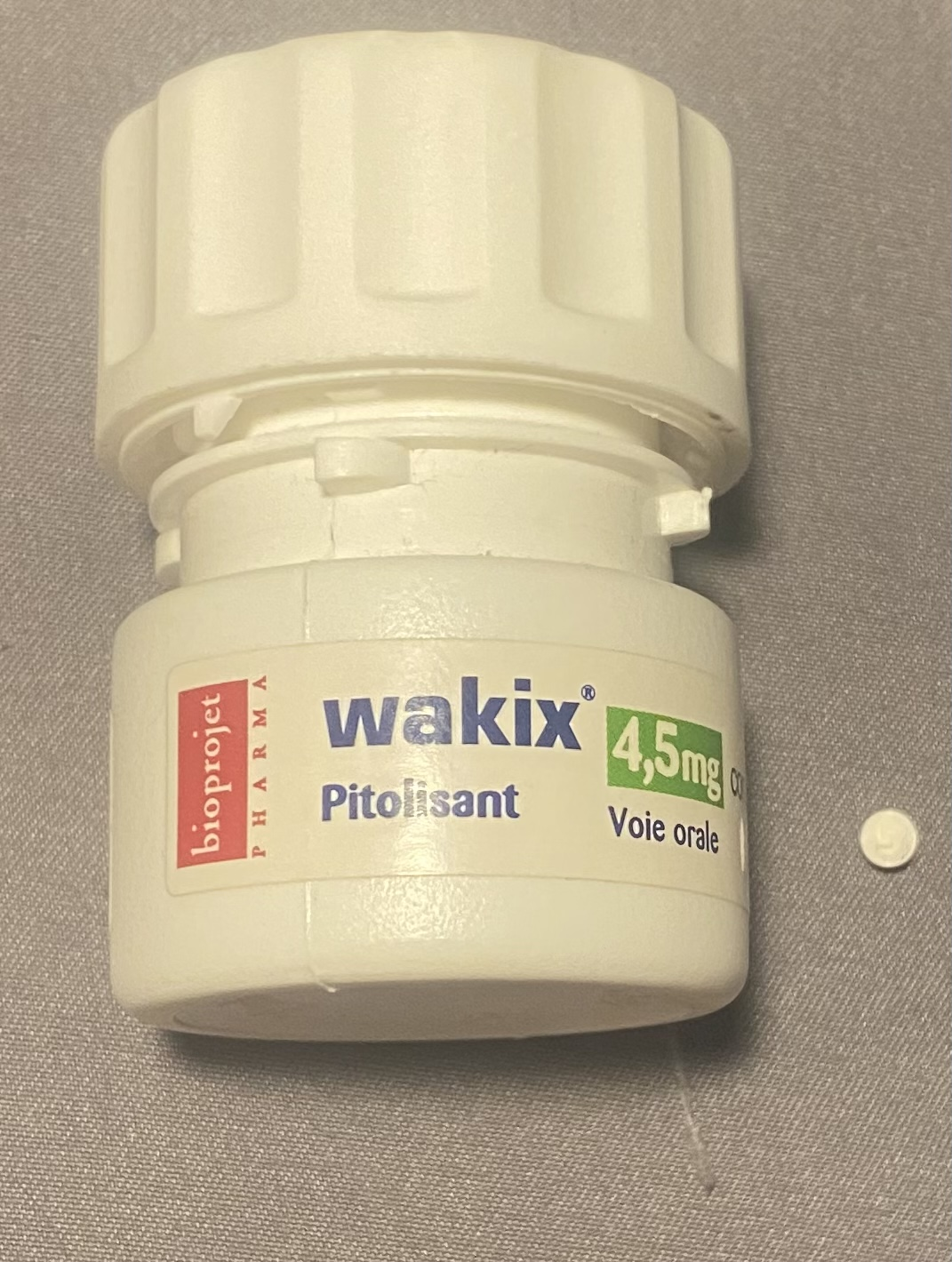
Flacon de Wakix 4.5 mg, avec comprimé ci-contre.

## Histoire
Le pitolisant a été créé en France par l'équipe du professeur Jean-Charles Schwartz après sa découverte en 2011 des récepteurs H3.
Il a reçu son autorisation européenne fin 2015 et son autorisation de mise sur le marché en France en 2016. Il a été approuvé par la Food and Drug Administration aux États-Unis en août 2019.

## Divers
Le pitolisant ne crée apparemment aucune accoutumance, du moins pas sur 7 années d'utilisations consécutives ni dépendance ou syndrome de sevrage. Aucun cas d'usage détourné ne  semble avoir été recensé, mais il pourrait améliorer la mémoire, notamment grâce à son action sur l'acétylcholine.
Le pitolisant ne doit de préférence pas être utilisé pendant la grossesse, car les études sur les animaux montre une tératogénicité[réf. à confirmer]. On lui préfèrera des stimulants doux (café) couplés avec des méthodes comportementales.
Il est nécessaire de s'assurer d'une contraception non hormonale efficace, car la contraception hormonale pourrait être diminuée par le médicament[réf. à confirmer]. Le stérilet en cuivre est une meilleure alternative.
Le pitolisant réduit également les épisodes de cataplexie, ce qui en fait le premier et seul médicament sur le marché capable de traiter cet aspect de la narcolepsie.